# Los Umbrellos
Los Umbrellos var en latin pop dancemusikgruppe fra Danmark. Den blev etableret af pladeproducer Kenneth Bager i 1997 og eksisterede frem til  1999. Den bestod af rapper Al Agami de to tidligere modeller og tv-værter Mai-Britt Vingsøe og Grith Höifeldt.
Gruppen udgav kun et album, hvilket skete i 1998 med titlen Flamenco Funk. Deres single, "No Tengo Dinero", nåede #33 på UK Singles Chart, og toppede som #42 på Billboard Hot 100 samme år. Sangen nåede også #1 i Østrig og top fem i New Zealand, Schweiz, Italien og Danmark, hvor den var på hitlisterne i otte uger. Nummeret blev produceret af Bager og Jan Elhøj.

## Diskografi

### Studiealbums
| Flamenco Funk            | - Udgivelsesdato: 10. februar, 1998 - Pladeselskab: FLEX Records - Format: CD | 10 | 30 |
| "—" nåede ikke hitlisten |                                                                               |    |    |

### Singler
| År                       | Single               | Højeste histlisteplacering | Højeste histlisteplacering | Højeste histlisteplacering | Højeste histlisteplacering | Højeste histlisteplacering | Højeste histlisteplacering | Højeste histlisteplacering | Højeste histlisteplacering | Højeste histlisteplacering | Højeste histlisteplacering | Certificering | Album         |
| År                       | Single               | AUT                        | CAN                        | DAN                        | GER                        | NED                        | ITA                        | NZ                         | SUI                        | UK                         | USA                        | Certificering | Album         |
| ------------------------ | -------------------- | -------------------------- | -------------------------- | -------------------------- | -------------------------- | -------------------------- | -------------------------- | -------------------------- | -------------------------- | -------------------------- | -------------------------- | ------------- | ------------- |
| 1997                     | "No Tengo Dinero"    | 1                          | 31                         | 5                          | 20                         | 22                         | 4                          | 2                          | 3                          | 33                         | 42                         | - AUT: Platin | Flamenco Funk |
| 1998                     | "Easy Come, Easy Go" | —                          | —                          | 15                         | —                          | —                          | —                          | —                          | —                          | —                          | —                          |               | Flamenco Funk |
| 1998                     | "Drive"              | —                          | —                          | —                          | —                          | —                          | —                          | —                          | —                          | —                          | —                          |               | Flamenco Funk |
| 1998                     | "Gigolò"             | —                          | —                          | —                          | —                          | —                          | —                          | —                          | —                          | —                          | —                          |               |               |
| "—" nåede ikke hitlisten |                      |                            |                            |                            |                            |                            |                            |                            |                            |                            |                            |               |               |